# Buccinulum fuscozonatum
Buccinulum fuscozonatum is een slakkensoort uit de familie van de Buccinidae. De wetenschappelijke naam van de soort is voor het eerst geldig gepubliceerd in 1908 door Suter.